# کوانق (خداآفرین)

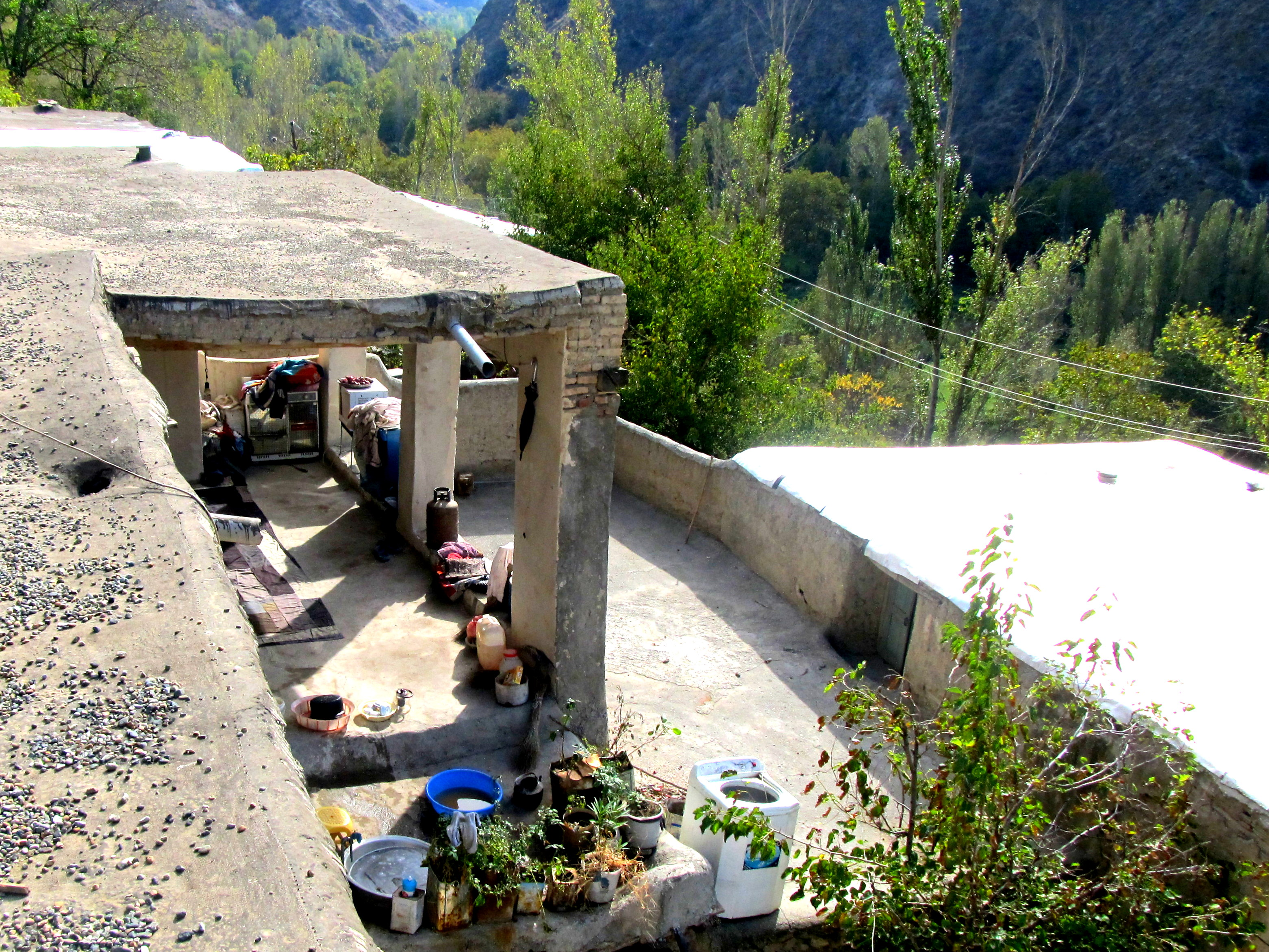
خانه‌ای قدیمی در کوانق.

کوانق (Kavanaq) یکی از روستاهای استان آذربایجان شرقی است که در دهستان دیزمار شرقی بخش منجوان شهرستان خداآفرین واقع شده‌است. بر اساس سرشماری سال ۲۰۰۶، جمعیت کوانق ۸۱ نفر در ۲۱ خانوار می‌باشد. یک آمارگیری در سال ۱۳۹۰ جمعیت را ۹۲ نفر در ۲۴ خانوار اعلام کرده‌است.

## اطلاعات بیشتر
- نخستین بار در کتاب نزهةالقلوب حمداله مستوفی از کوانق، در رابطه با مردانقم، یاد شده‌است. عین نوشته مستوفی بدین قرار است: " مردان نقیم (مردان نعیم) ولایتی است، کوانی یا کوالی (کوافی) و کلام و جرم از معظّمات آن. حاصلش غلّه، انگور و میوه نیکو باشد و بعضی مواضع در کنار ارس واقع شده، حقوق دیوانیش هشت هزار و هفتصد دینار است. "[۴]
- یکی از دیدنی‌های کوانق درخت چنار کهنسالی، به قطر تقریبی سه متر، است که که در ورودی روستا قرار دارد. به گفته اهالی این روستا این درخت قدمتی بیش از ۵۰۰ سال دارد. گفته می‌شود این درخت در زمانهای دور یکبار به‌طور کامل خشک گردیده و دوباره جوانه زده است. در حال حاضر درخت کاملاً سر حال می‌باشد.متاسفانه طی سالیان اخیر با بی توجهی مسئولین و آسیب اهالی روستا ؛ این درخت چنار که نماد روستا نیز است ؛ رو به خشکی نهاده و در معرض نابودی قرار دارد.
- قلعه کوانق در زمان ساسانیان احداث شده‌است. در عصر حکومت خوارزمشاهیان مدت‌ها از آن به عنوان زندان سیاسی استفاده می‌کردند و عده ای از رجال و دربانیان و امرای قصر را محکوم و در قلعه مذکور زندانی می‌نمودند.[۵] بر طبق نظر یکی از اهالی محل، قلعه در اراضی روستای کوانق واقع شده‌است، در نتیجه نام قلعه مردانقم صحیح نیست.
- صمد بهرنگی در شهریور ۱۳۴۷ (در سن ۲۹ سالگی) در رود ارس و در ساحل روستای کوانق غرق شد. اسد بهرنگی، برادر صمد، باقی وقایع را چنین توضیح داده است، من به وسیلهٔ تلفن از دوستی شنیدم برای صمد حادثه ای پیش آمده. رفتم نزد کاظم سعادتی. کاظم آن وقت داشت خانه‌اش را درست می‌کرد. کارش را رها کرد… مطمئن شدیم که صمد در آب غرق شده… قرار شد چهار نفر بروند. دو تا از شوهرخواهرهایم، خودم و کاظم سعادتی... خلاصه دو روز آواره و سرگردان گشتیم تا بالاخره جسد را پیدا کردیم (۱۲ شهریور در نزدیکی پاسگاه شتربان در چند کیلومتری محل غرق شدن). توی یک جزیره مانندی در وسط رودخانه بود. … بعضیها می‌گفتند با افسری او را دیده‌اند؛ ولی هیچ‌کس اطلاع دقیقی نداشت که جریان چه طور بود. دهاتیهای آنجا خیلی بامحبت بودند جسد را آوردند بیرون و شستند… فقط دو سه تا جای زخم، طرف ران و ساقش بود چیزی شبیه فرورفتگی.[۶][۷]

## اقتصاد
باغداری و زنبورداری شغل اصلی اهالی می‌باشد. انار و انگور این ناحیه دارای ظاهر و طعم مطبوع منحصر بفردی می‌باشند و می‌توانند به مدتی بیش از شش ماه بدون نیاز به سرد خانه تازگی خود را حفظ کنند. این قابلیت، حدود دو قرن پیش از این، مورد توجه دیپلمات انگلیسی، رابرت میگنان، قرار گرفته‌است. عسل تولیدی روستا، به خاطر قیمت پایین در مقایسه با عسل مرغوبتر روستاهای مرتعی ناحیه ارسباران، مانند عباس‌آباد، مشتری بیشتری دارد. پایین بودن قیمت مرهون بهره‌وری بالا و تخصص زنبورداران است.

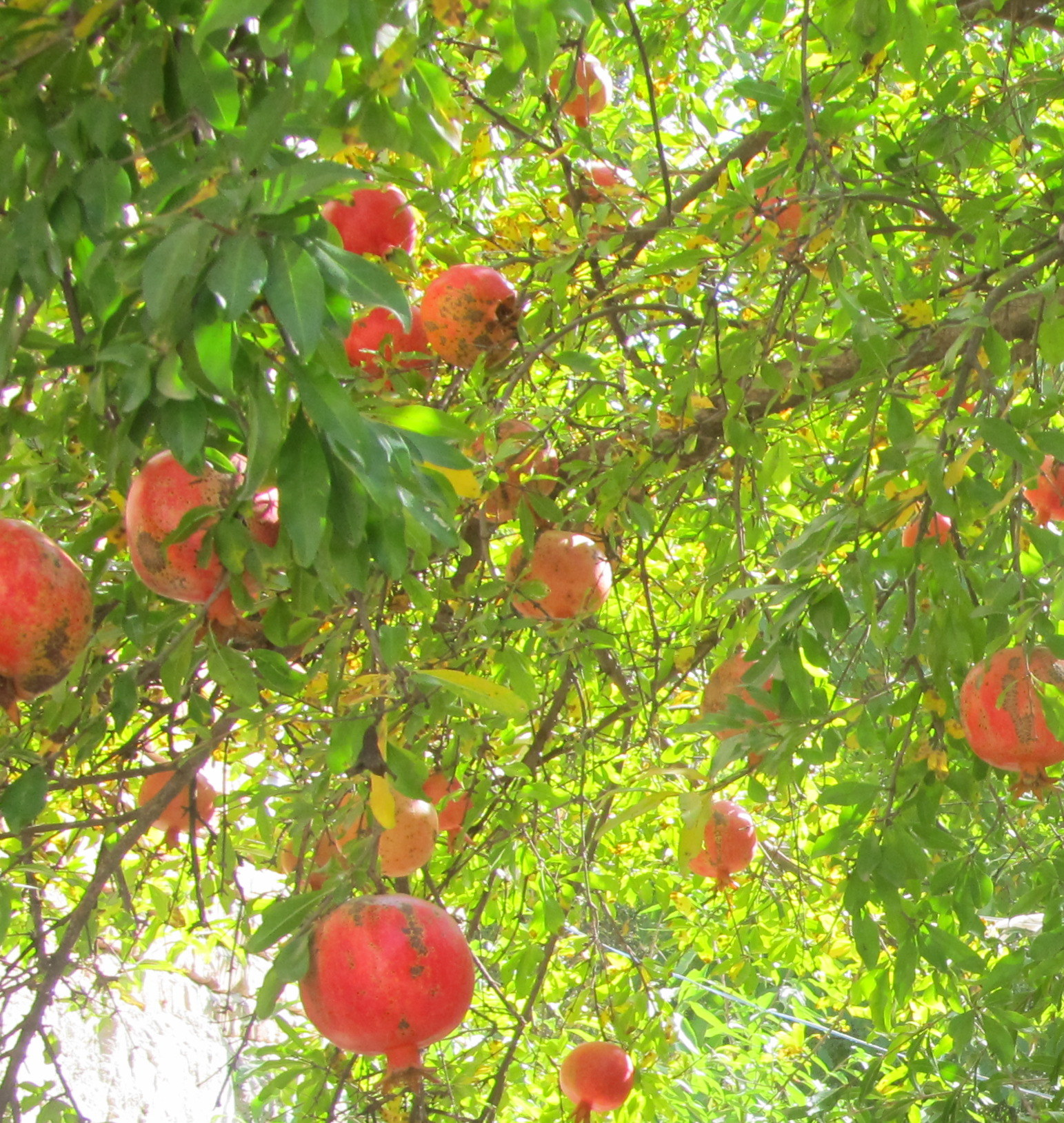
انار گول آبشا.